# Herbrand Larsen
Herbrand Larsen ist ein norwegischer Keyboarder, Sänger und Musikproduzent. Larsen spielte in den Bands Enslaved und Audrey Horne.

## Werdegang
Larsen ist seit Ende der 1990er Jahre als Produzent und Toningenieur aktiv. Im Jahre 2002 schloss er sich der Band Audrey Horne als Keyboarder an und wurde Nachfolger von Ivar Bjørnson, der sich mehr um seine Band Enslaved kümmern wollte. Mit Audrey Horne nahm er im Jahre 2005 das Debütalbum No Hay Banda auf, welches mit dem norwegischen Spellemannprisen ausgezeichnet wurde. Kurz bevor Audrey Horne im Jahre 2007 ihr zweites Album Le Fol aufnehmen wollten, verließ Larsen die Band. Er ist auf den weiteren Alben allerdings als Gastmusiker zu hören. Bereits im Jahre 2004 wurde Larsen Mitglied der Band Enslaved, mit der er fünfmal den Spellemannpris gewann. Neben den Keyboards spielt Larsen bei Enslaved auch das Mellotron und ist als "clean vocalist" neben Frontmann Grutle Kjellson zu hören. Im Dezember 2016 verließ Larsen Enslaved, um sich auf seine Produzententätigkeit zu konzentrieren. 
Als Produzent bzw. Toningenieur arbeitete Herbrand Larsen neben Audrey Horne und Enslaved mit Bands wie Aeternus, Gorgoroth, Helheim, I, Ov Hell, Syrach und Taake zusammen. Er betreibt das Conclave & Earshot Studio in Bergen.

## Diskografie

### Mit Enslaved
- 2004: Isa
- 2006: Ruun
- 2008: Vertebrae
- 2010: Axioma Ethica Odini
- 2012: RIITIIR
- 2015: In Times

### Mit Audrey Horne
- 2005: No Hay Banda